# Нісікорі Кей
Нішікорі Кеі (яп. 錦織 圭, にしこり けい, 29 грудня 1989 року в Мацуе, Японія)  — японський тенісист, колишня 4 ракетка світу, фіналіст Відкритого чемпіонату США 2014, бронзовий призер Олімпіади 2016. Почав займатися тенісом у віці п'яти років, а вперше пробився в основну сітку турніру рівня ATP у 17 років.

## Особисте життя
Нішікорі живе у Флориді і тренується у Тенісній Академії Ніка Болетьєрі. Його батьки  — Кіоші та Ері, також він має сестру Рейну. Його хобі  — футбол, гольф, читання та слухання музики. У відеогрі Grand Slam tennis його визначальною рисою визначено витривалість.
У грудні 2010 року було оголошено, що з сезону 2011 його тренуватиме Бред Гілберт, який уже тренував Енді Маррея та двох перших ракеток світу Андре Агассі та Енді Роддіка.

## Тенісна кар'єра

### Юніорська кар'єра
Нішікорі виграв титул на Riad 21 Tournament у Рабаті, Мороко у 2004 році і був у чвертьфіналі юніорського Ролан Гаррос 2006. Там же він виграв титул у парі з Еміліано Масса. У 2007 році він виграв Luxilon Cup, що проводився на Мастерсі в Маямі.

### 2006
У 2006 році Нішікорі виграв Ф'ючерс в Мексиці та отримав вайлдкард на Challenger у Кіото.

### 2007
Нішікорі вийшов у фінали двох турнірів, що проводились під егідою Асоціації тенісу США, але програв обидва - Дональду Янгу та Алексу Богомолову. На Мастерсі у Маямі Нішікорі грав пару з триразовим переможцем Ролан Гаррос Густаво Куертеном, проте вони вилетіли у першому колі. На Вімблдоні він був спаринг-партнером Роджера Федерера
Після свого дебюту в основній сітці турнірів ATP у Лос-Анжелесі він кваліфікувався на Indianapolis Tennis Championships у липні 2007. Він переміг Алехандро Фалья у першому раунді 6-4, 6-3, здобувши свою першу перемогу на цьому рівні. Потім він переміг Міхаеля Беррера і досягнув першого в кар'єрі чвертьфіналу турніру ATP. Він програв Дмитру Турсунову, але став наймолодшим чвертьфіналістом Indianapolis Tennis Championships з часів Бориса Беккера у 1985.
На своєму третьому в кар'єрі турнірі ATP у Вашингтоні Нішікорі переміг Теймураза Габашвілі у першому раунді, але поступився Жульєну Беннето у другому. Він програв у першому раунді China Open та Japan Open Tennis Championships Івану Любичичу та Заку Флейшману відповідно.

### 2008
Нішікорі почав рік з півфіналу Челенжера в Маямі. Потім він, будучи №244 рейтингу, пройшов два кола кваліфікації до турніру в Делрей-Біч, у яких здолав Ніколаса Тодеро та Алекса Богомолова. У першому колі він переміг Флоріана Маєра (той знявся у другому сеті). У другому колі Нішікорі переміг Амера Деліча, ще одного кваліфаєра. У чвертьфіналі він переміг Боббі Рейнолдса, а у півфіналі - Сема Кверрі. У фіналі Нішікорі здолав першого сіяного Джеймса Блейка у трьох сетах (3-6, 6-1, 6-4) і став першим за 16 років японським гравцем, який переміг на турнірі серії ATP.
Він програв у першому колі Miami Masters іспанцю Альберту Монтаньєсу. Він знову зустрівся із Джеймсом Блейком на River Oaks International tournament у Х'юстоні у першому колі, але програв 4–6, 4–6. Нішікорі дійшов до третього кола Queen's Club Championships, де в боротьбі програв Рафаелю Надалю 4–6, 6–3, 3–6..
Він вперше виступив на турнірі Великого шолома на Вімблдоні, проте був вимушений знятися у матчі першого кола проти француза Марка Жикеля за рахунку 1-1 за сетами. У серпні він взяв участь в Олімпійському турнірі в Пекіні, але програв у першому колі німцю Райнеру Шуттлеру.
У своєму дебютному матчі на US Open Нішікорі переміг 29-го сіяного Хуана Монако 6–2, 6–2, 5–7, 6–2. У другому колі він переміг хорвата Роко Карашуніча. 30 серпня 2008 року він став першим за 71 рік японцем, який вийшов у 4-е коло US Open, перемігши 4-го сіяного Давида Феррера 6–4, 6–4, 3–6, 2–6, 7–5, що стало найбільшою сенсацією турніру. У наступному матчі він поступився 17-му сіяному Хуану-Мартіну дель Потро у трьох сетах.
На Japan Open Tennis Championships він дійшов до 1/8 фіналу, де програв французу Рішару Гаске 1–6, 2–6.
Нішікорі отримав wildcard на Stockholm Open, де досяг другого півфіналу у цьому сезоні, незважаючи на ушкодження коліна. Маріо Анчич знявся у чвертьфіналі, а у півфіналі Нішікорі був розбитий Робіном Содерлінгом 1–6, 0–6.

### 2009
Нішікорі невтішно почав сезон, програвши у першому колі Australian Open Юргену Мельцеру. 25 березня його було названо найкращим новачком 2008 року. Він став першим азіатом, хто отримав цю нагороду. Він знявся з Ролан Гаррос, Вімблдон і US Open через травму правого ліктя.

### 2010
Кеї повернувся в Тур після травми ліктя у попередньому сезоні. Він отримав wildcard у Делрей-Біч, але програв у першому колі Бенджаміну Беккеру. Після цього він взяв участь у трьох турнірах рівня Challenger, здобувши один трофей та досягнувши двох чвертьфіналів.
У своєму першому матчі на Ролан Гаррос проти колумбійця Сантьяго Хіральдо Нішікорі врятувався з дефіциту у два сети 2–6, 4–6, 7–6, 6–2, 6–4, але у другому програв Новаку Джоковичу 1–6, 4–6, 4–6. Потім він програв Рішару Гаске у першому колі AEGON Championships. На Вімблдоні він програв Рафаелю Надалю у першому колі 2–6, 4–6, 4–6,
На US Open перша ракетка Японії Нішікорі здолав у другому раунді опір 11-го сіяного хорвата Маріна Чиліча 5–7, 7–6, 3–6, 7–6, 6–1, і досягнув свого найкращого результату на турнірах Великого шолома у сезоні.

### 2011
Нішікорі почав сезон у Ченнаї, де вже в першому раунді переміг дворазового діючого чемпіона турніру Маріна Чиліча. Він програв у чвертьфінлі Янко Типсаревичу. На Australian Open Нішікорі досягнув третього раунду, перемігши Фабіо Фоніні у першому колі і Флоріана Маєра у другому. У третьому колі він поступився 9-му сіяному Фернандо Вердаско. Після цього турніру він піднявся на 70 місце в рейтингу.
На перших двох Мастерсах сезону Нішікорі виступив невдало, програвши у першому колі в Індіан-Веллсі та в другому колі у Маямі. Після цього він вдруге в кар'єрі вийшов у фінал турніру ATP - цього разу на U.S. Men's Clay Court Championships. Там він зазнав поразки від власника wildcard Раяна Світінга. На Ролан Гаррос Нішікорі програв у другому колі українцю Сергію Стаховському, а на Вімблдоні - у першому колі Ллейтону Х'юїтту. На US Open він знявся у першому ж матчі проти Флавіо Чіполла.
На Мастерсі в Шанхаї Нішікорі досягнув свого першого півфіналу такого рівня. У другому раунді він переміг Робіна Хаасе, програвши перший сет із рахунком 0-6. У третьому раунді Нішікорі створив найбільшу сенсацію турніру, перемігши 4-го сіяного Жо-Вілфріда Тсонга. У чвертьфіналі він здолав 12-го сіяного українця Олександра Долгополова, і нарешті поступився 2-му сіяному Енді Маррею у півфіналі.
Після цього він досягнув найвищого в кар'єрі місця в рейтингу - 30. На турнірі в Базелі Нішікорі здолав першу ракетку світу Новака Джоковича з рахунком 2–6, 7–6, 6–0, відігравшись з рахунку 4–5, 0–30 у другому сеті. Ця перемога стала тільки четвертою поразкою Джоковича у сезоні, другою поразкою у повному матчі. У фіналі Нішікорі поступився Роджеру Федереру. Після успішного осіннього відрізку йому був наданий спеціальний доступ на Paris Masters. Крім того, Нішікорі став 24-ю ракеткою світу.

### 2012
Нішікорі почав сезон з турніру Brisbane International, де програв у другому колі Маркосу Багдатісу. На Australian Open, Нішікорі дійшов до чвертьфіналу, здолавши Жо-Вілфріда Тсонга, але потім програв Енді Маррею. Нішікорі став першим японцем у чвертьфіналі Australian Open за 80 років.
На Олімпіаді Нішікорі програв у чвертьфіналі аргентинцю Хуану-Мартіну дель Потро, який потім виборов бронзову медаль.
На Мастерсі у Цинциннаті Нішікорі програв у третьому колі Станісласу Ваврінці 6-3, 6-3.
У жовтні він здобув свій другий титул на рівні Туру, перемігши у фіналі турніру в Токіо Мілоша Раонича з рахунком 7-6 (5), 3-6, 6-0.

## Фінали турнірів ATP
| Легенда                             |
| ----------------------------------- |
| Турніри Великого шолома (0–0)       |
| Фінал Світового Туру ATP (0–0)      |
| Світовий Тур ATP Мастерс 1000 (0–0) |
| Світовий Тур ATP 500 (0–1)          |
| Світовий Тур ATP 250 (1–1)          |

| Статус     | №  | Дата             | Турнір            | Покриття | Суперник у фіналі | Рахунок у фіналі |
| ---------- | -- | ---------------- | ----------------- | -------- | ----------------- | ---------------- |
| Переможець | 1. | 11 лютого 2008   | Делрей-Біч, США   | Хард     | Джеймс Блейк      | 3–6, 6–1, 6–4    |
| Фіналіст   | 1. | 10 квітня 2011   | Х'юстон, США      | Ґрунт    | Раян Світінг      | 4–6, 6–7(3–7)    |
| Фіналіст   | 2. | 6 листопада 2011 | Базель, Швейцарія | Хард (i) | Роджер Федерер    | 1–6, 3–6         |
| Переможець | 2. | 7 жовтня 2012    | Токіо, Японія     | Хард     | Мілош Раонич      | 7-67-5, 3-6, 6-0 |

## Статистика виступів на турнірах Великого шолома
| Турнір                  | 2007 | 2008 | 2009 | 2010 | 2011 | 2012 | 2013 | В–П   | % Перемог |
| ----------------------- | ---- | ---- | ---- | ---- | ---- | ---- | ---- | ----- | --------- |
| Турніри Великого шолома |      |      |      |      |      |      |      |       |           |
| Australian Open         | A    | A    | 1К   | A    | 3К   | ЧФ   | 4К   | 9-4   | 69.23     |
| Ролан Гаррос            | A    | Q2   | A    | 2К   | 2К   | A    | TBA  | 2–2   | 50.00     |
| Вімблдон                | A    | 1К   | A    | 1К   | 1К   | 3К   | TBA  | 2–4   | 33.33     |
| US Open                 | 2РК  | 4К   | A    | 3К   | 1К   | 3К   | TBA  | 7-4   | 63.64     |
| Перемоги - Поразки      | 0–0  | 3–2  | 0–1  | 3–3  | 3–4  | 8-3  | 3-1  | 20-14 | 58.82     |